# U.S. Arzanese
Unione Sportiva Arzanese là một câu lạc bộ bóng đá Ý nằm ở Arzano, Campania.

## Lịch sử

### Những năm đầu
Đội được thành lập vào năm 1924 với tên Unione Sportiva Arzanese tại thị trấn Arzano. Vào cuối những năm hai mươi tham gia vào 1ª Cargetoria del Comitato ULIC di Napoli Nord. Giải vô địch thực sự đầu tiên mà đội tham gia là sau khi Thế chiến II kết thúc. Chủ tịch năm 1945 là Russo.
Trong một chức vô địch đáng nhớ năm 1947-48 Prima Divisione với chiến thắng vang dội trước Isernia (10-1) với bốn bàn thắng của Barbato. Việc đào tạo đó cũng là một phần của Sabatino De Rosa quá cố mà hội đồng đã quyết định dành tên cho sân vận động ở ngoại ô thành phố Naples.
Arzanese đã tham gia trong tám đội Serie D vô địch, đoạt chức vô địch của Prima categoria trong 1973-74, Promozione trong 1979-80 và trong năm 1986-87, Eccellenza trong 1995-1996 và cuối cùng là Serie D 2010-2011.
Đội trẻ có rất nhiều cầu thủ tài năng trong thập kỷ qua. Năm 2010, Arzanese được tuyên bố là "Vô địch khu vực" bằng cách đánh bại 2-1 trong trận chung kết. Thành công thứ hai sau chiến thắng lịch sử năm 2000 trước Ariano Irpino.

### Lega Pro Seconda Divisione
Đội được thăng hạng trong mùa giải 2010-11 từ Serie D đến Lega Pro Seconda Divisione.
Trong năm đầu tiên ở Lega Pro Seconda Divisione Arzanese kết thúc ở vị trí thứ chín, và mùa tiếp theo đội kết thúc ở vị trí thứ mười.

## Màu sắc và huy hiệu
Màu sắc của đội là trắng và xanh.